# Adriano Mansala-Mpudi
Adriano Mansala-Mpudi (31 juli 2007) is een Belgisch voetballer die sinds 2025 uitkomt voor MVV Maastricht.

## Clubcarrière
Mansala-Mpudi maakte op 13 januari 2024 zijn profdebuut in het shirt van SL16 FC, het beloftenelftal van Standard Luik dat op dat moment in Eerste klasse B voetbalde: op de zeventiende competitiespeeldag liet trainer Réginal Goreux hem starten tegen SK Beveren (1-4-nederlaag). De toen zestienjarige middenvelder kreeg later dat seizoen nog basisplaatsen tegen Lommel SK en de RSCA Futures. Op de voorlaatste speeldag, een week nadat SL16 FC zeker was van degradatie naar Eerste nationale, mocht Mansala-Mpudi ook invallen tegen RFC Seraing. In Eerste nationale maakte trainer Sébastien Grandjean slechts tweemaal gebruik van hem.
In juni 2025 maakte Mansala-Mpudi de overstap naar de Nederlandse eerstedivisionist MVV Maastricht.

## Clubstatistieken
| Seizoen         | Club            | Land               | Competitie              | Competitie | Competitie | Beker | Beker | Supercup | Supercup | Europees | Europees | Totaal | Totaal |
| Seizoen         | Club            | Land               | Competitie              | Wed.       | Dlp.       | Wed.  | Dlp.  | Wed.     | Dlp.     | Wed.     | Dlp.     | Wed.   | Dlp.   |
| --------------- | --------------- | ------------------ | ----------------------- | ---------- | ---------- | ----- | ----- | -------- | -------- | -------- | -------- | ------ | ------ |
| 2023/24         | SL16 FC         | Vlag van België    | Eerste klasse B         | 4          | 0          | —     | —     | —        | —        | —        | —        | 4      | 0      |
| 2024/25         | SL16 FC         | Vlag van België    | Eerste nationale ACFF   | 2          | 0          | —     | —     | —        | —        | —        | —        | 2      | 0      |
| 2025/26         | MVV Maastricht  | Vlag van Nederland | Keuken Kampioen Divisie | 0          | 0          | 0     | 0     | —        | —        | —        | —        | 0      | 0      |
| Carrière totaal | Carrière totaal | Carrière totaal    | Carrière totaal         | 6          | 0          | 0     | 0     | 0        | 0        | 0        | 0        | 6      | 0      |

Bijgewerkt op 8 juli 2025.
1 Lambrix ·
4 Coomans ·
5 Smeets  ·
6 El Basri ·
7 Mmaee ·
8 Van Dessel ·
9 Braken ·
10 Slegers ·
11 Buifrahi ·
12 Matthys ·
14 Penders ·
16 Librici ·
17 Kassimi ·
18 El Hari ·
20 Francis ·
21 Esajas ·
23 Op De Beeck ·
23 Roland ·
24 Sangen ·
25 Tehubijuluw ·
26 Hofland ·
27 Foubert ·
28 Amgar ·
29 Silva Timas ·
31 Kleinen ·
32 Zeegers ·
33 Zaian ·
34 Schenk ·
38 Klaasen ·
39 Sy ·
Coach: Hermans
· Assistent-coach: Heymans
· Keeperstrainer: Oste